# Torre de Can Pascol
La torre de Can Pascol és un edifici de Castellví de la Marca (Alt Penedès) declarat bé cultural d'interès nacional. Està situat a la banda esquerra de la riera de Marmellar, dalt d'un penya-segat enmig del bosc. És de planta quadrada amb els angles arrodonits, adossada a una construcció en ruïnes. L'obra és de pedra, tallada en carreus irregulars. Visualment està connectada amb el castell de Castellvell de la Marca del que, aquesta antiga fortalesa i torre de guaita n'era subsidiària.

## Descripció
També coneguda amb els noms de torre de Can Pasqual o Torre Rodona. Tot i ser coneguda amb aquest darrer nom, no té totalment aquesta forma sinó que és rectangular amb els angles arrodonits. El castell era format per l'esmentada torre i un recinte que s'estén a la banda meridional. La torre té a l'interior una longitud de 250 cm i una amplada de 130 cm. El gruix del mur a la part baixa és d'uns 140 cm. L'alçada actual és d'uns 9 m. Les restes dels forats de pal de biga indiquen que la torre tindria dos pisos.

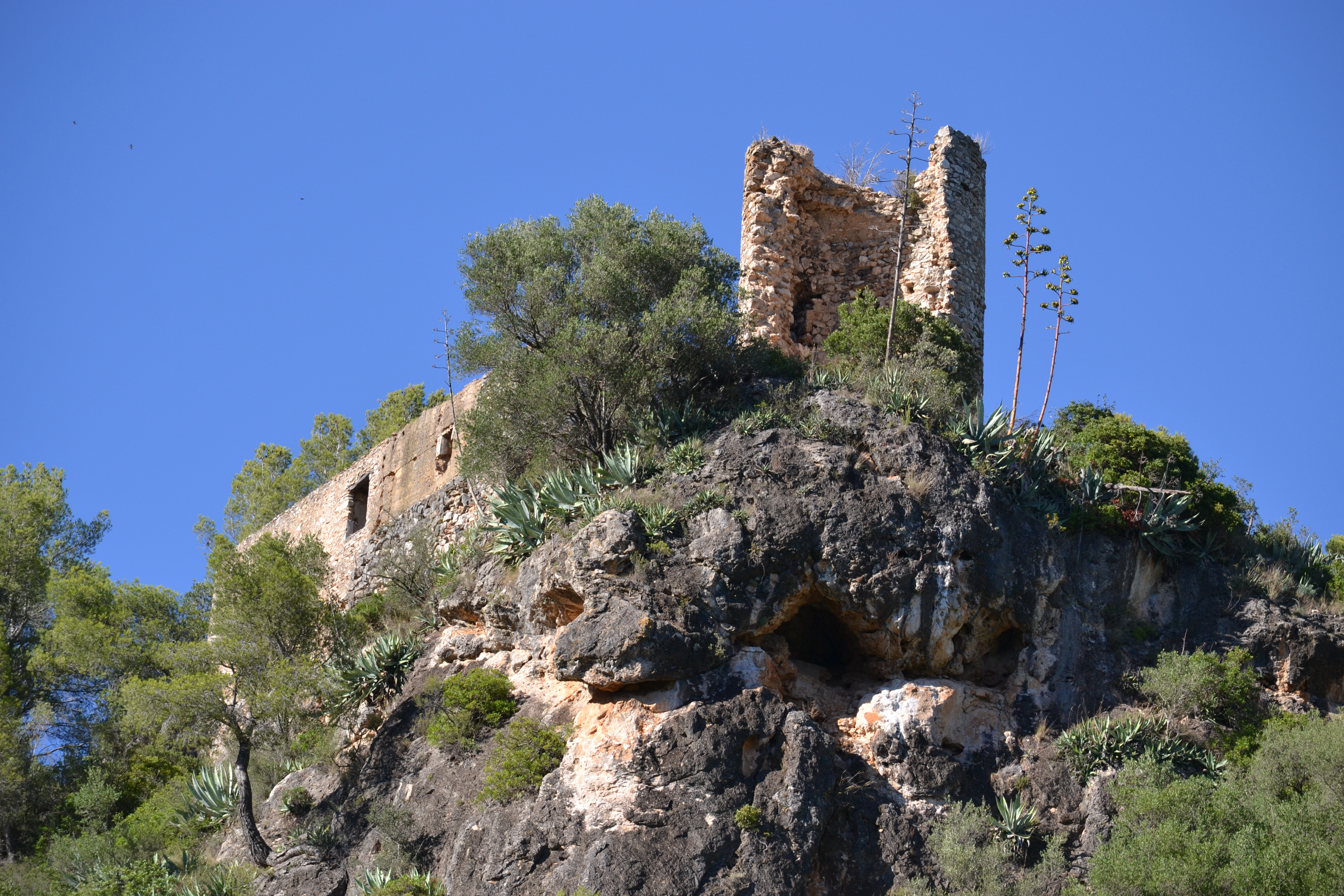
Torre de can Pascol

L'espai interior fins a una alçada de 5 m és cobert per una volta rebaixada, poc acurada i mig ensorrada, feta amb pedres; actualment aquesta cambra interior resta dividida en dos espais per un embigat fet en època moderna. Per damunt de la volta hi ha el nivell de la porta, orientada cap a sud i acabada amb un arc de mig punt, del qual es conserven tres dovelles a cada banda, petites i ben treballades; les tres o quatre dovelles centrals han caigut o han estat arrencades. Els muntants són fets amb pedres sense treballar. Aproximadament uns 3,5 m més amunt hi ha una altra volta també rebaixada. Els carreus de la part baixa de la torre són grossos, força treballats i units amb morter. A partir dels 2,5 m, les pedres són més petites i irregulars.
La sala adjacent tenia una forma gairebé ovalada; restava adossada a la cara sud de la torre. Era força petita (3,70 m d'amplada nord-sud). La banda est tenia els angles arrodonits. La paret oest coincideix amb la de l'edifici modern que s'hi afegí. El gruix de les parets d'aquesta sala és d'uns 60 cm. Al mur nord-oest s'obre una porta de 140 cm d'ample, acabada amb un arc de mig punt format per 13 dovelles de 30 cm d'alt que potser fou afegida en un moment poc posterior.
El castell de Can Pascol és un dels edificis notables d'aquesta comarca del Penedès. Per dos motius. En primer lloc per la forma de la torre -amb els angles arrodonits-, que representa, tipològicament, un nexe entre les torres quadrangulars i les rodones. I en segon lloc per l'existència d'una sala annexa a la torre i coetània d'aquesta. El conjunt recorda, tot i que les formes siguin diferents, la torre amb sala trobada al castell d'Ardèvol, al Solsonès o les que devien existir en un moment molt primerenc en molts d'altres llocs, que sovint s'han destruït o modificat. És difícil assegurar-ne la datació amb exactitud, però probablement cal situar la data de construcció prop de l'any 1000.

## Història
La Torre de Can Pasqual és d'origen medieval, i probablement fou construïda en l'època del comte Sunyer, fill de Guifré el Pelós. La fortificació rep el nom de la masia en ruïnes que hi ha al costat. Era un annex del castell de Castellvell de la Marca des del qual es poden albirar els següents edificis militars: al nord, el castell de Font-rubí i el de Foix; al nord-est, la Granada i Subirats; a |l'est, Olèrdola; al sud-est, Castellet; al sud, Banyeres, Lletger i Santa Oliva; i a l'oest, la torre de Can Pascol i el Montmell.
Altres torres o castells de la zona relacionats són la Torreta de Castellví, Estalella, Castell de les Pujades… Tots ells, punts d'ubicació estratègica, formaven part de la xarxa defensiva establerta a partir del s. X per a prevenir i aturar les escomeses sarraïnes. De dia la comunicació es feia a través de senyals de fum, de miralls, o fent onejar draps, i de nit, fent senyals de foc.
Segurament pel fet de ser un annex defensiu i de vigilància del castell de Castellvell de la Marca, no s'ha trobat documentació específica de la torre. Probablement l'edifici seria ocupat, com a masia, fins al s. XVII o més enllà.